# Управління цивільно-військового співробітництва (Україна)
Центральне управління цивільно-військового співробітництва (ЦУЦВС, англ. CIMIC) — структурний підрозділ Генерального штабу Збройних Сил України, орган Збройних Сил України, що був створений у 2014 році для координації взаємодії силових структур з місцевою владою, бізнесом та міжнародними організаціями для вирішення проблем цивільного населення у зоні збройного конфлікту на сході України.

## Історія
Станом на листопад 2016 року безпосередньо в зоні проведення АТО працювали 19 оперативних груп УЦВС та три центри УЦВС у містах Сєвєродонецьку, Краматорську та Маріуполі.
За січень—травень 2018 року управлінням було прийнято понад 1,6 тис. звернень громадян, які постраждали під час конфлікту на Донбасі, й опрацьовано 380 звернень. Також, за цей період було проведено два курси для офіцерів цивільно-військового співробітництва за участю інструкторів ЗС США, підготовлено 35 військовослужбовців Збройних Сил України та 15 представників Нацгвардії України. Від початку російської агресії у 2014 році всього було підготовлено близько 1 тис. фахівців із цивільно-військового співробітництва.
У грудні 2024 року, згідно повідомлення Генерального штабу Збройних Сил України, у складі Управління цивільно-військового співробітництва Збройних Сил України створено новий підрозділ із захисту культурної спадщини. Головним завданням підрозділу будє координація дій, спрямованих на захист, збереження та запобігання знищенню об’єктів культурної спадщини, які можуть опинитися під загрозою через бойові дії.

## Напрями діяльності
Завданням УЦВС є забезпечення систематичної діяльності Збройних Сил України, інших військових формувань та правоохоронних органів з питань взаємодії з органами виконавчої влади, місцевого самоврядування, громадськими об'єднаннями, міжнародними організаціями, ЗМІ та приватним сектором з метою надання допомоги цивільному населенню у вирішенні проблемних питань життєдіяльності, з використанням військових та невійськових сил та засобів.

## День фахівців цивільно-військового співробітництва
Враховуючи вагомий внесок фахівців цивільно-військового співробітництва Збройних Сил України у зміцнення обороноздатності держави, важливість завдань, які підрозділи цивільно-військового співробітництва вирішують у протистоянні агресору, з метою виховання у військовослужбовців патріотизму, вірності Військовій присязі та бойовим традиціям Збройних Сил України, піднятті престижу підрозділів цивільно-військового співробітництва Збройних Сил України, відповідно до наказу Головнокомандувача Збройних Сил України від 24.12.2022 року № 333, щороку 5 травня відзначається День фахівців цивільно-військового співробітництва Збройних Сил України.